# Tomáš Hercík
Tomáš Hercík (* asi 2002 Praha) je český student historie Filozofické fakulty Univerzity Karlovy, který v prosinci 2023 během střelby na Filozofické fakultě varoval studenty a vyučující o probíhající střelbě a následně vstoupil do čtvrtého patra budovy, v němž stále probíhala střelba.
Pochází z Prahy, kde zároveň žije. V mládí studoval na Střední odborné škole logistických služeb. Na fakultě studuje od září 2021, v době útoku byl studentem třetího ročníku oboru historie.

## Střelba na Filozofické fakultě
Do hlavní budovy Filozofické fakulty na Palachově Náměstí vstoupil dne 21. prosince 2023 kolem 11:30, neboť v ní chtěl navštívit tři semináře. Kolem patnácté hodiny, tedy v době, kdy na místě začala střelba, dostal jeden ze studentů semináře histografie, probíhající v učebně 205 ve druhém patře budovy, od spolužačky informaci o tom, že se ve čtvrtém patře budovy pohybuje osoba se střelnou zbraní a na místě probíhá střelba. Student tuto informaci sdělil zbývajícím studentům semináře, načež Hercík, pro kterého šlo o poslední seminář dne, spolu s několika dalšími studenty okamžitě místnost opustil. Od skupiny studentů se poté odpojil s cílem do čtvrtého patra vejít.
Podle zvuku, který slyšel ze schodiště, se nejprve domníval, že by teoreticky mohlo jít o petardy. Po vstupu do čtvrtého patra nicméně cítil střelný prach, slyšel aktivní střelbu a křik osob. Na patře poté vstoupil do několika místností, ve kterých varoval dohromady zřejmě sedm osob před střelcem, který se v budově nacházel. Zároveň jim radil, aby se v místnostech zamkli a urychleně zabarikádovaly dveře; někteří si však nejdříve domnívali, že se jedná o vtip. Podle svých pozdějších vyjádření si uvědomoval, že v danou chvíli může přijít o život. Pravděpodobně ve čtvrtém patře také krátce zahlédl střelce, který k němu však v tu chvíli nebyl otočen čelem a Hercíka si zřejmě nevšimnul.
Při svém pohybu ve čtvrtém patře šel plíživým tempem tak, aby jej útočník případně nemohl zasáhnout střelou přes okno. V průběhu události jej spolužáci vyzývali, aby patro opustil a vrátil se alespoň do třetího patra budovy. Po chvíli tak skutečně učinil a ve třetím i druhém patře budovy varoval před útočníkem další studenty i personál. Snažil se zároveň pomoci některým zraněným osobám ze čtvrtého patra.
Poté, co na místo dorazili policisté, jim ve třetím patře budovy popsal podobu čtvrtého patra a také cesty, kterými se mohou do vyšších pater budovy dostat. Poté odešel zpět do druhého patra, kde po varování několika dalších osob zůstal zabarikádovaný v jedné ze tříd, ze které byl posléze zasahujícími policisty evakuován spolu s dalšími studenty.

### Dopad
Po střelbě se účastnil několika pohřbů obětí střelby, přičemž v jednom případě šlo o jeho kamarádku. Zúčastnil se také pietních aktů spojených se střelbou. Několik týdnů po střelbě trpěl výčitkami, neboť se obával, že svým odchodem ze čtvrtého patra nestihl varovat všechny osoby, které varovat mohl. Jeho totožnost a jeho činy vyšly najevo asi měsíc po střelbě v lednu 2024. Poté poskytl rozhovor několika médiím, kde své počínání v osudný den popsal. Jeho čin byl označen jako velmi odvážný a riskantní. V únoru 2024 inicioval sběr textů sepsaných oběťmi střelby před tragickou událostí s možným cílem z nich sestavit knižní publikaci.